# Alois Jilemnický
Alois Jilemnický (28. května 1910, Hořice – 29. listopadu 1986, Praha) byl český regionální historik, středoškolský profesor, novinář a spisovatel.

## Život
Studoval nejprve v Hořicích a poté na pražské Vysoké škole obchodní. Vyučoval na obchodních akademiích, ale také dějiny výtvarné kultury na hořické sochařské škole, a napsal řadu publikací o Hořicku. Přátelil se s grafikem Karlem Vikem. Obě jeho děti – Ivan Jilemnický a Ellen Jilemnická – se věnovali sochařství.

## Dílo
- Historie ovocnictví na Hořicku, 1960
- Kraj slavný kamenem – Hořicko v Podkrkonoší, Krajské nakladatelství, Havlíčkův Brod 1961
- Usmívat se… teď (připraveno k tisku v roce 1969, nevyšlo)
- Podhorští tkalci – listy z hořické kroniky, Bavlnářské závody Mileta, Hořice 1970
- Sto bašnických kampaní – kulturně historický a ekonomický obraz (ke stému výročí založení cukrovaru v Bašnicích), Nový Bydžov 1971
- Tradice z kamene, Českomoravský průmysl kamene, Hradec Králové 1973
- Dějiny výtvarné kultury, 1975
- Domov v kopcích – kronika Úhlejova pod Zvičinou s osadami Brodkem a Hrůzovkami (Růžovkami) a samotami Horní mlýn a Zavadilka, část 1, Místní národní výbor Úhlejov, Úhlejov 1977
- Karel Vik – poselství krajinářovo, Severočeské nakladatelství, Ústí nad Labem 1977
- Zálesák a lovec mamutů – Eduard Štorch (10. dubna 1878 Ostroměř – 25. června 1956 Praha), Osvětová beseda, Ostroměř 1978
- Raisovi ilustrátoři, Osvětová beseda při Městském národním výboru v Lázních Bělohrad, 1979
- Kámen jako chleba, Osvětová beseda Podhorní Újezd, 1980
- Domov v kopcích – kronika Úhlejova pod Zvičinou s osadami Brodkem a Hrůzovkami (Růžovkami) a samotami Horní mlýn a Zavadilka, část 2 (od r. 1848 po r. 1945), Místní národní výbor Úhlejov, Úhlejov 1980
- Na hradecké silnici – kulturně historický obraz Milovic v Podkrkonoší, Osvětová beseda, Milovice 1981
- Kámen jako událost – kulturně historický a společenský obraz první české školy sochařů a kameníků za sto let její existence 1884-1984, Panorama, Praha 1984
- Sto školních let střední průmyslové školy kamenické v Hořicích v Podkrkonoší 1884-1984, Střední průmyslová škola kamenická a sochařská, Hořice 1984
- Jak se Honza učil krást, Jilm, Praha-Hořice 1990
- O krajině, lidech a věcech – kulturně historický místopis-průvodce pamětihodnostmi města Hořic v Podkrkonoší, Městský úřad Hořice, Hořice 1999